# BCS Professional Certification
BCS Professional Certification (bis 2012: Information Systems Examinations Board (ISEB)) ist Teil der British Computer Society. Ziel ist die Förderung des Zugangs von Qualifikationen für Berufstätige in der IT-Branche und die Standardisierung von IT-Fähigkeiten. Derzeit (2021) werden Qualifikationen in den folgenden Gebieten angeboten:
- Agile
- Artificial Intelligence (AI)
- Business analysis
- DevOps
- GDPR and data protection
- Information security and CCP scheme
- IT Asset Management (ITAM)
- IT Service Management (ITSM)
- Project & programme management, and consultancy
- Software testing
- Solution development and architecture
- User Experience (UX)[1]